# Soupsa
Soupsa (სუფსა en géorgien) est un village de pêcheurs devenu portuaire à l'ouest de la Géorgie, peuplé de 273 habitants en 2014.

## Situation
Soupsa est traversé par la route européenne E692 qui fait ici sa jonction avec les routes européennes E60 et E70, ainsi que par l'oléoduc Bakou-Soupsa, qui amène au terminal maritime le pétrole des champs pétrolifères de la mer Caspienne, en Azerbaïdjan. En outre, depuis 2011, une cimenterie a été mise en service.

## Galerie

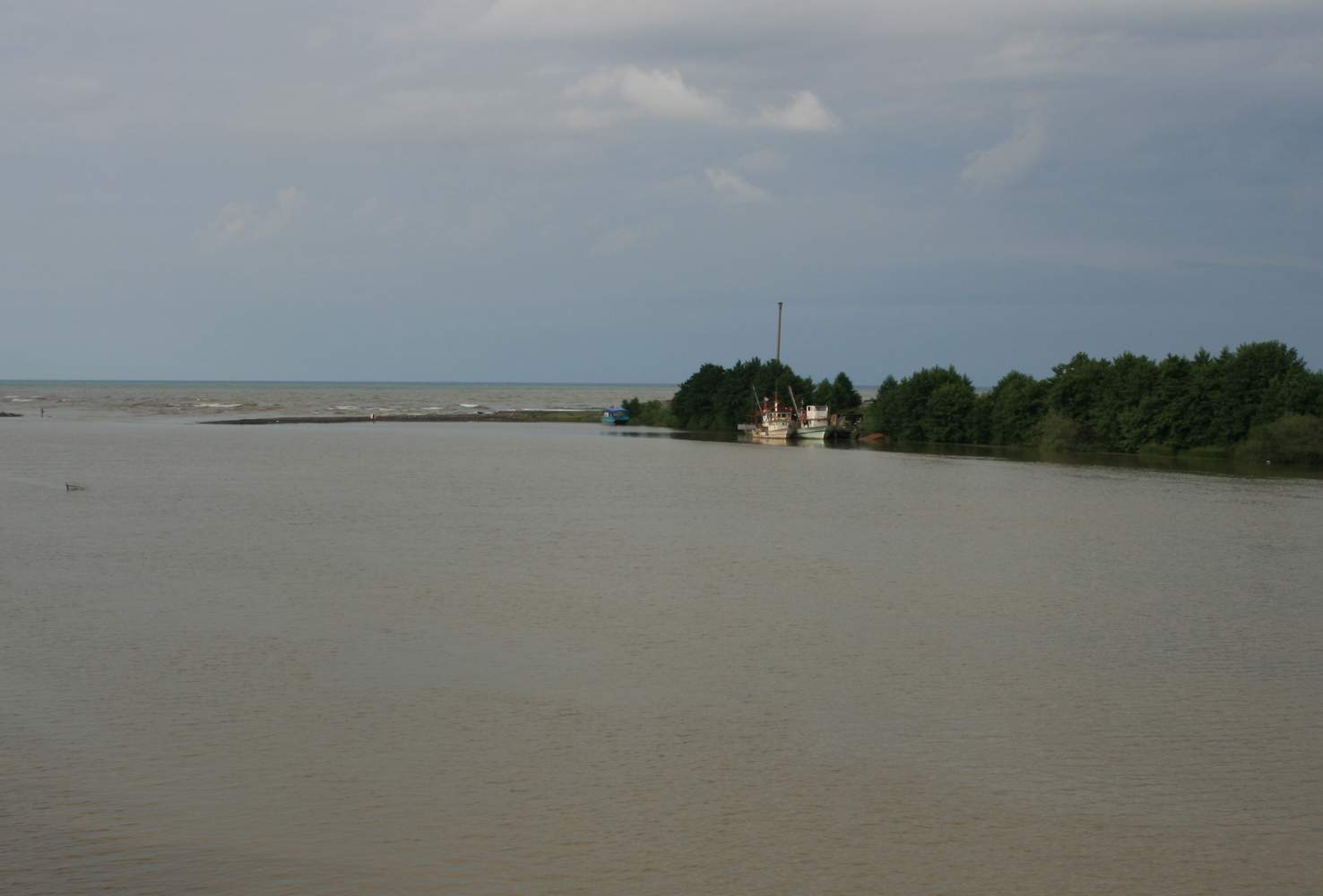
L'estuaire de la rivière Soupsa et la mer Noire
Gare ferroviaire de Soupsa
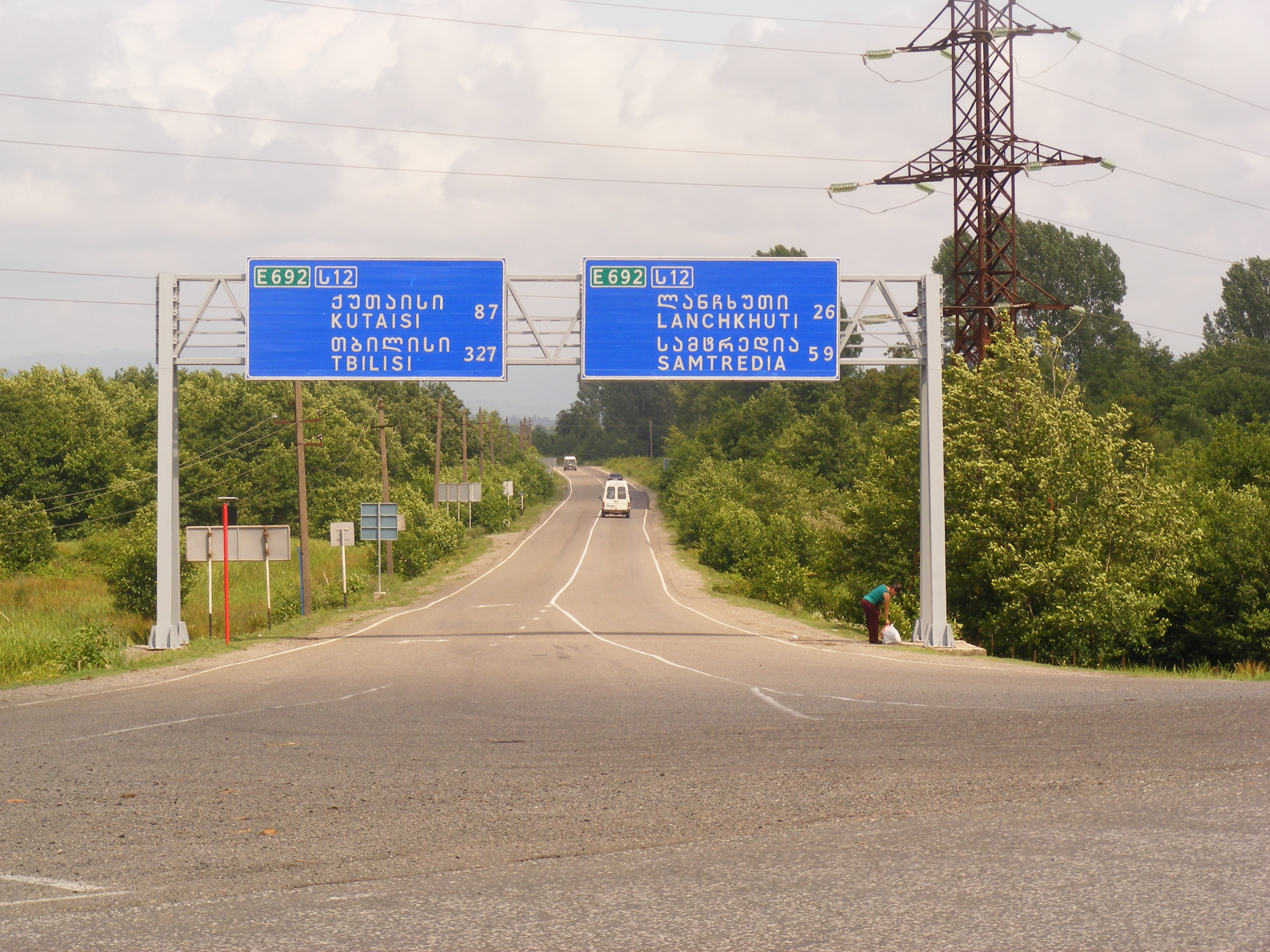
Jonction des routes E60 et E692